# عمر جليك
عمر جليك (بالتركية: Ömer Çelik)‏ (ولد في 15 يونيو 1968) صحفي وسياسي تركي، شغل منصب وزير الثقافة والسياحة من 24 يناير 2013 حتى 28 أغسطس 2015، كما شعل منصب وزير شؤون الاتحاد الأوروبي ورئيس المفاوضين الأتراك للانضمام إلى الاتحاد الأوروبي منذ 24 مايو 2016.

## سيرته
ولد في 15 يونيو 1968 في أضنة، درس الاقتصاد والعلوم الإدارية في جامعة غازي، وحصل على درجة الماجستير في العلوم السياسية من كلية الدراسات العليا للعلوم الاجتماعية بنفس الجامعة.
عمل صحفيًا وباحثًا سياسيًا، وانضم إلى حزب العدالة والتنمية، وأصبح مستشارًا سياسيًا لقائد الحزب.
انتُخِبَ نائبًا في البرلمان عن دائرة أضنة لثلاث دورات انتخابية متتالية في 2002 و2007 و2011. ومنذ عام 2010 شغل منصب نائب المسؤول عن الشؤون الخارجية في البرلمان. وهو أيضا رئيس مجموعة الصداقة البرلمانية والعلاقات الثنائية بين تركيا والولايات المتحدة.
وفي 24 يناير 2013 أصبح وزيرًا للثقافة والسياحة في حكومة رجب طيب أردوغان بدلًا من أرطغرل غوناي.